# 阿莱霍·韦利斯 (足球运动员)
阿莱霍·韦利斯（西班牙語：Alejo Véliz，2003年9月19日—）是一名阿根廷职业足球运动员，司職前鋒。现效力于英超球隊熱刺，並被外借至阿根廷足球甲级联赛球隊罗萨里奥中央。

## 早期生活
阿莱霍·韦利斯出生于圣菲省的一个小镇Gödeken，距离罗萨里奥市约120公里。当他只有三岁时，他就开始在家乡的俱乐部踢球，在6岁时他和他的家人搬到了圣菲的另一个小镇貝爾納多德伊里戈延，到那里之后他开始在蓝十字竞技俱乐部（Club Unión Deportivo y Cultural）踢球直到16岁。

## 俱乐部生涯
2019年底，韦利斯在罗萨里奥中央进行了他的第一次试训，但因为新冠肺炎疫情导致青年比赛停擺，他在一年多后才开始真正为俱乐部效力。
2021年7月23日，韦利斯在南美杯16强赛中主场1-0战胜委內瑞拉俱樂部塔奇拉的比赛中替补，完成了他在罗萨里奥中央的职业首秀。
虽然韦利斯在2021年阿根廷足球甲级联赛赛季只踢了几场比赛，但在下一个赛季他就迎來爆發，在2022年5月2日阿根廷職業聯賽盃客场2-1负于颶風隊的比赛中打进了他的第一个进球。
他在接下来的比赛中打进了他的第二个进球，即3-1战胜大学生，这场比赛也是他的偶像和导师在罗萨里奥中央体育场的最后一场比赛。
2022年7月21日，韦利斯真正成为头条新闻，他在历史悠久的罗萨里诺打吡战胜纽韦尔老男孩的比賽中打进唯一进球。

## 国际赛生涯
2021年10月，韦利斯首次被召入阿根廷20岁以下国家队。及後在2022年2月和次年春天再次被U20的新任主教练选中。